# Раджастхани
Раджастха́ни — (rājasthānī, деванагари राजस्थानी) – термин, объединяющий многочисленные диалекты и говоры, распространенные в Индии преимущественно в штате Раджастхан, а также на территории штатов Харьяна, Пенджаб, Гуджарат и Мадхья-Прадеш. Кроме того, на раджастхани говорят в Пакистане в провинциях Синд и Пенджаб. 
В настоящее время раджастхани наиболее часто рассматривается как один из самостоятельных индоарийских языков.

## Статус
Ранее раджастхани (в том числе из политических соображений) часто относили к диалектам западного хинди, несмотря на то, раджастхани заведомо позже разделился с гуджарати, чем их общий предок с предком современного хинди. Его обособленность подтверждается также культурными особенностями, характерными для носителей языка. 
Сейчас статус раджастхани как отдельного языка признается в Индии, его преподают в университетах и школах.  
В 1971 году раджастхани был включен в число литературных языков страны, признаваемых и поддерживаемых Литературной академией Индии, после чего значительно увеличилось число переводов на него с других языков: санскрита, современных новоиндийских, английского, немецкого и др.
Однако, язык не присутствует в восьмой статье Конституции Индии, перечисляющей официальные языки этого государства. Несмотря на резолюцию парламента штата Раджастхан от 2003 года, призывающую ко включению раджастхани в список официальных языков страны, этот вопрос не решён и по настоящее время.
Так же властями штата Раджастхан рассматривается вопрос о присвоении раджастхани статуса официального языка.

## Генеалогическая и ареальная информация
Раджастхани относится к индоарийской ветви индоевропейской языковой макросемьи. Он развился из старого гуджарати, общего предка современных раджастхани и гуджарати. Самые ранние письменные памятники на старом западном раджастхани, носившем тогда название «дингал», восходят к XIV в.
Место раджастхани в классификации индоарийских языков не определено окончательно: Дж. Грирсон относит его к центральной подгруппе (вместе с хинди), С.К. Чаттерджи — к западной (вместе с гуджарати). Как отмечает Г.А. Зограф в статье о раджастхани в энциклопедии «Новые индоарийские языки», вторая точка зрения представляется более оправданной генетически, но однозначное решение вопроса затруднительно из-за диалектного континуума.
Основу раджастхани составляют диалекты группы марвари. Справочник «Ethnologue» выделяет в ней диалекты дхатки, гоариа, лоарки, марвари в Пакистане и дхундари, годвари, марвари, мевари и шекхавати в Индии, а помимо марвари — отдельные диалекты багри, гуджри, гургула, хадотхи, ламбади, лохар, малви и нимади, не объединяемые в группы. Некоторые исследователи сближают малви и некоторые другие диалекты с диалектами западного хинди.

## Социолингвистическая информация
Справочник «Ethnologue» оценивает количество говорящих на раджастхани в 16 млн. человек по всему миру, рассматривая, при этом, ряд диалектов раджастхани как самостоятельные языки. 
Перепись населения Индии за 2001 год приводит цифру в 18 млн. говорящих на раджастхани в Индии.
Современное число носителей языка оценивается рядом источников в 50—80 млн человек; оценки сильно варьируются в зависимости от включения или невключения тех или иных диалектов.
Опорный диалект литературного раджастхани – марвари, прежде всего — говор Джодхпура. Как объясняется в уже упоминавшейся статье Г.А. Зографа, «особая роль марвари объясняется, во-первых, тем, что на нем говорит большинство носителей раджастхани, во-вторых, марвари является lingua franca, связывающим различные области Раджастхана. С давних времен он служил языком общения на еженедельных базарах в крупных деревнях и на регулярных городских ярмарках. Активными распространителями марвари издавна были кочевавшие по всему Раджастхану коробейники-«банджара» и представители торгово-ростовщических каст «марвари» и «бания». Наконец, этническая самоидентификация наиболее тесно связана с родным языком прежде всего у носителей марвари, которые предпринимают усилия для сохранения своего языка и расширения его общественных функций, при этом пользуются марвари во всех сферах неофициального общения».
В официальном общении, в том числе в штате Раджастхан преобладает хинди – официальный язык Индии и штата. Он широко используется в административном делопроизводстве, СМИ, образовательных учреждениях и т.д. Тем не менее, на раджастхани издается много художественной литературы, ведутся радиопередачи и снято несколько кинофильмов. Интерес к нему существенно возрос после обретения Индией независимости и образования штата Раджастхан

### Диалекты
Основные диалекты Раджастани включают:
- Марвари — 13 млн говорящих
- Дхундари (джайпури) — 9 млн говорящих
- Мевари — 5 млн говорящих
- Мевати — 5 млн говорящих
- Багри — 5 млн говорящих
- Хараути (хадоти) — 4 млн говорящих
- Шекхавати — 3 млн говорящих

Среди прочих диалектов Раджастани выделяют дхатки, годвари, гоариа, лоарки, гуджари, ламбади, малви и др.

## Общие лингвистические сведения
Диалекты раджастхани различают два рода (мужской и женский), два числа и три основных падежа (прямой, общекосвенный, агентивный). Глагольные категории в целом общие с хинди. Так же, как в хинди, можно выделить три глагольных вида - несовершенный (имперфективный), совершенный (перфективный) и продолженный (прогрессивный). 
Основу словарного состава раджастхани составляет исконная лексика (тадбхава). От лексики родственных языков она отличается фонетически, а отчасти и выбором индоарийских корней. Тем не менее, по 210-словному списку Сводеша 50-65 процентов лексики показывает соответствие лексике хинди. Заимствований из внешних источников — персидского, английского и т. п. — в раджастхани меньше, чем в хинди. Санкритские заимствования в небольшом количестве появились еще в Средние века в раджастханской поэзии, сейчас их количество увеличилось за счет современной общественно-политической, административной и т. п. терминологии, поступающей главным образом через хинди.

## Письменность
В Индии для записи раджастхани используется алфавитно-слоговое письмо деванагари. Для записи счетов и расчетов также может использоваться купеческая скоропись махаджани.  В Пакистане для записи раджастхани используется вариант письменности синдхи, базирующейся на арабской.

## Типологическая характеристика
По типу выражения морфологических значений диалекты раджастхани сходны между собой и довольно близки к хинди. Преобладают аналитические формы, старые синтетические формы играют сравнительно меньшую роль. Конкретизация косвеннопадежных значений выражается при помощи послелогов, среди которых особенно важны направительно-объектный, отложительный, агентивный и адъективирующий.
Раджастхани – флективный язык, но так же, как и для хинди, для него не свойственна фузия. 
В посессивных именных группах в раджастхани используется зависимостное маркирование. 
| raamuu rii lugaavaRii (F) khuunaa me~ baiThii hai    |
| Ram of wife corner in sit+PP+F be+Pres/3             |
| ‘Ramu’s wife is sitting in the corner’ [Khohlova 12] |

В некоторых диалектах раджастхани, так же как и в хинди, переходные глаголы совершенного вида требуют эргативного падежного маркирования и глагольного согласования, в то время как в остальных случаях используется аккузативная конструкция.               
| jon sita-nɛ milɛgo               |
| john.nom sita.acc meet.m.sg.fut  |
| ‘John will meet Sita.’ [Udaar 1] |

| jon-nɛ sita-nɛ dekhyo          |
| John.erg sita.abl see.def.perf |
| ‘John saw Sita.’ [Udaar 2]     |

Другие диалекты сочетают аккузативное/трехчастное падежное маркирование с эргативным глагольным согласованием.
| giitaa (A) raawaN nai (O) maariyau hai        |
| Gita (F) Rawan (M)+ACC beat+PP+M/SG be+PRES/3 |
| 'Gita has beaten Rawan' [Khohlova 9]          |

| raawaN giitaa nai maarii hai              |
| Rawan(M) Gita (F)+ACC beat+PP+F be+PRES/3 |
| 'Rawan has beaten Gita' [Khohlova 10]     |

Базовый порядок слов – SOV, допускается варьирование в зависимости от контекста или стилистических задач.